# Duško Đurišić
Duško Đurišić (en cyrillique: Душкo Ђуpишић) est un footballeur monténégrin né le 20 décembre 1977 à Bar.

## Biographie
Duško Đurišić évolue en Suisse, en France, en Belgique, en Israël, en Allemagne, à Chypre, et en Serbie.
Il dispute avec le CS Sedan, 24 matchs en Ligue 1 française, marquant un but, et six matchs en Ligue 2 française. Il joue également 69 matchs en deuxième division allemande, marquant trois buts, et 12 matchs en première division belge.
Il inscrit son seul but en Ligue 1 le 14 septembre 2002, lors de la réception de l'AS Monaco.

## Vie privée
Son épouse est la joueuse de volley-ball Vesna Čitaković.